# Paul Ribeyre

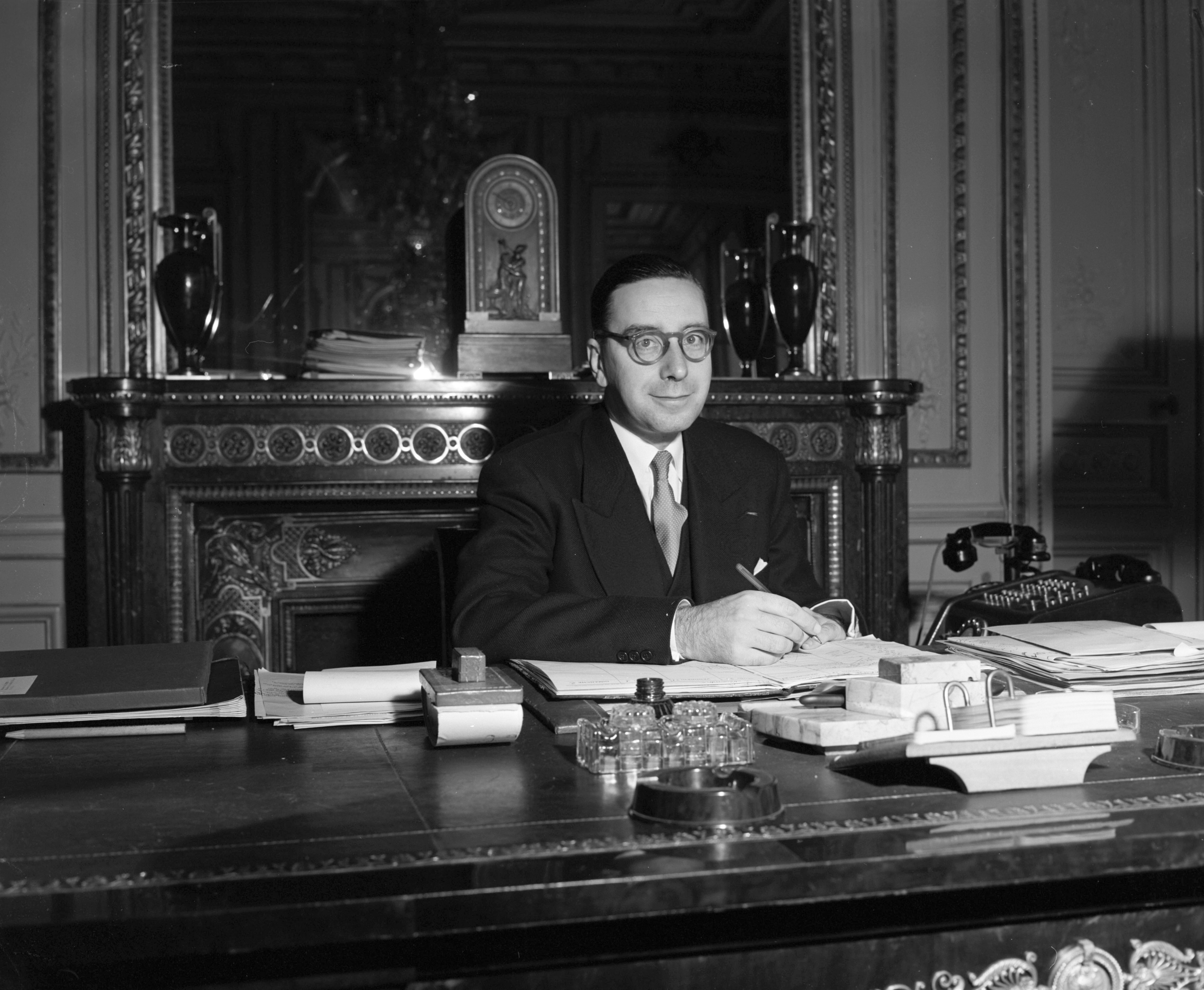
Paul Ribeyre omstreeks 1951

Paul Ribeyre (Aubagne, 11 december 1906 - Valence, 14 januari 1988), was een Frans conservatief-liberaal politicus.

## Biografie
Paul Ribeyre werd op 11 december 1906 geboren in Aubagne, departement Bouches-du-Rhône. Hij was een landbouwer en was directeur-generaal van het Mineraalwater Genootschap van Vals-les-Bains. Van 1943 tot 1983 was hij burgemeester van Vals-les-Bains.
Paul Ribeyre maakte deel uit van de twee Grondwetgevende Vergaderingen (Assemblées Nationales Constituantes), die belast waren met het opstellen van een grondwet. Bij de parlementsverkiezingen van 1946 werd hij voor de Parti Paysan (PP, Boerenpartij), als vertegenwoordiger van het departement Ardèche in de Franse Nationale Vergadering (Assemblée Nationale) gekozen. In 1951 ging de Parti Paysan op in de Centre National des Indépendants et Paysans (CNIP, Nationaal Centrum van Onafhankelijken en Boeren). Hij bleef lid van de Nationale Vergadering tot 1958 en was ook enige tijd haar vicevoorzitter. Hierna vertegenwoordigde hij het departement Ardèche in de Senaat (1959-1980). Ook van de Senaat was hij enige tijd vicevoorzitter.
Paul Ribeyre was van oktober tot december 1949 staatssecretaris van Volksgezondheid en Bevolking in het kabinet onder premier Georges Bidault. Van 1951 tot 1953 was hij minister van Volksgezondheid en Bevolking, daarna was hij in 1953 en van 1957 tot 1958 minister van Handel. Van 1953 tot 1954 was hij minister van Justitie en Grootzegelbewaarder.
Op regionaal vlak was hij ook als politicus actief. Hij was Président du Conseil Général (President van de Generale Raad) van het departement Ardèche (1948-1979). Van 1974 tot 1981 was hij de eerste Président du Conseil Régional de Rhône-Alpes (President van de Regionale Raad van Rhône-Alpes).
Paul Ribeyre overleed op 81-jarige leeftijd, op 14 januari 1988 in Valence (departement Drôme).

## Ministersposten
- Staatssecretaris van Volksgezondheid en Bevolking (29 oktober - 5 december 1949)
- Minister van Volksgezondheid en Bevolking (11 augustus 1951 - 8 januari 1953, 11 februari - 28 juni 1953)
- Minister van Handel (8 januari - 11 februari 1953)
- Minister van Justitie en Grootzegelbewaarder (28 juni 1953 - 18 juni 1954)
- Minister van Industrie en Handel (6 november 1957 - 1 juni 1958)